# Поцелуев, Сергей Петрович
Серге́й Петро́вич Поцелу́ев (14 ноября, 1962) — российский философ и политолог. Кандидат философских наук, доктор политических наук, профессор. Научные интересы относятся к области анализа политического дискурса, теории демократии, культурно-антропологических аспектов политических процессов, в особенности, символической политики.

## Научная биография
Окончил философский факультет Ростовского государственного университета в 1985 году. С 1985 по 1988 год работал преподавателем философских дисциплин в Ростовском государственном университете. В 1988—1991 годах учился в аспирантуре Института философии АН СССР.
В 1990 году проходил исследовательскую стажировку в Архиве Д. Лукача Венгерской академии наук (г. Будапешт). В 1992 году защитил диссертацию на соискание учёной степени кандидата философских наук по теме «Проблема отчуждения в философии молодого Д. Лукача» (специальность 09.00.03 — «история философии»).
В 1997 году был стажёром-исследователем на кафедре политических наук Дортмундского университета (Германия); в 1998 году обучался в Центрально-Европейском университете (г. Будапешт, Венгрия); в сентябре 1999 — феврале 2000 года был приглашён доцентом в Дортмундский университет.
В 2004 году стажировался в Лотмановском институте русской и советской культуры Рурского университета (г. Бохум, Германия); в 2007 и в 2012 годах — в университете Нотр-Дам (США).
В 2010 году защитил диссертацию на соискание учёной степени доктора политических наук по теме «Диалог и парадиалог как формы дискурсивного взаимодействия в политической практике коммуникативного общества» (специальность 23.00.01 — теория и философия политики, история и методология политической науки). Научный консультант — доктор политических наук, доктор философских наук, профессор В. П. Макаренко. Официальные оппоненты — доктор политических наук, профессор И. И. Глебова, доктор философских наук, профессор А. В. Лубский и доктор политических наук, профессор О. В. Попова. Ведущая организация — МГИМО (У) МИД России
Автор более ста научных публикаций.

## Научные труды

### Монографии
- Русская тема венгерского философа: место России в философии молодого Д. Лукача. Ростов-н/Д.: Изд-во РГУ, 2001.
- Политические парадиалоги (монография). Ростов-н/Д.: Изд-во ЮФУ, 2008.
- Диалог и квазидиалог в коммуникативных теориях демократии (монография). Ростов-н/Д.: Изд-во СКАГС, 2010.

### Статьи
- «История и классовое сознание» Д. Лукача: теория овеществления и романтический антикапитализм // Вопросы философии. 1993, № 4.
- (В соавторстве с М. А. Хевеши) Мессианско-утопическое восприятие Октябрьской революции у Д. Лукача // От абсолюта свободы к романтике равенства. М.: Институт философии РАН, 1994.
- Символическая политика: констелляция понятий для подхода к проблеме // Политические исследования. 1999, № 5.
- Символические средства политической идентичности. К анализу постсоветских случаев // Трансформация идентификационных структур в современной России. М.: Московский Общественный Научный Фонд, 2001.
- Ритуализация конфликта (По материалам «рельсовой войны» 1998 г.) // Политические исследования. 2004, № 3.
- Бессмыслица в аспекте семантики (очерк истории идей) // Логос. 2006, № 6.
- Политический парадиалог // Политические исследования. 2007, № 1.
- Double binds, или двойные ловушки политической коммуникации // Политические исследования. 2008, № 1.
- Власть как диалог или диалог без власти. К актуальным аспектам политической философии Дж. Г. Мида // Политические исследования. 2010, № 1.
- Диалог исторических времен в конструктах гражданской нации // Политическая концептология. 2010, № 1.
- Выбор государственной символики: бюрократические и политические решения // Философия права. 2012, № 4.
- «Символическая политика»: К истории концепта // Символическая политика: сб. науч. тр. / РАН. ИНИОН Центр социал. науч.-информ. исслед. – Вып.1: Конструирование представлений о прошлом как властный ресурс. М.: ИНИОН РАН, 2012.
- Феномен символического диалога в политике: условия возможности и российские практики // Вопросы философии. 2014, № 7.
- Истина и политический контекст: к публицистическим нюансам одного из шедевров Ханны Арендт // Политическая концептология. 2015. № 3.
- Символические партии как культурно-политический феномен: немецкий опыт в российской перспективе // Российская политическая наука: Идеи, концепции, методы: Научное издание / Под ред. Л. С. Сморгунова. М.: Изд-во «Аспект Пресс», 2015. С. 208-226.
- Ритуал как средство управления политической агрессией: формы, стратегии, случаи // Идеи и ценности в политике. Политическая наука: Ежегодник 2015 / Российская ассоциация политической науки / гл. ред. А. И. Соловьёв. М.: Политическая энциклопедия, 2015. С. 99-121.

### Научные переводы
- В. Хесле. Философия техники М. Хайдеггера // Философия М. Хайдеггера и современность. М., 1991.
- Д. Лукач. Теория романа (фрагмент) // Вопросы философии. 1993, № 4.
- Д. Лукач. О нищете духа (диалог). Ростов-н/Д.: Изд-во РГУ, 2001.
- К. Штумпф. Самоизложение // Логос. 2003, № 3.
- А. Марти. Об отношении грамматики и логики // Логос. 2004, № 1.
- A. Марти. Что такое философия? // Логос. 2004, № 1.
- Д. Лукач. Хвостизм и диалектика // Проблемы политической философии: переводы, комментарии, полемика. Ростов-н/Д.: Ростиздат, 2012.
- Д. Лукач. Тезисы Блюма (фрагменты) // Проблемы политической философии: переводы, комментарии, полемика. Ростов-н/Д.: Ростиздат, 2012.
- Д. Лейси. Принцип непреднамеренности: «Логико-философский трактат» Л. Витгенштейна и политическая непреднамеренность // Проблемы политической философии: переводы, комментарии, полемика. Ростов-н/Д.: Ростиздат, 2012.
- Г. Дерлугьян. Абхазия: Резюме этнического конфликта // Политическая концептология. 2012, № 3.
- В. Хёсле. Об отношении морали и политики // Политические исследования. 2013. № 4, № 6.
- К. Штумпф. Психология и теория познания // Политическая концептология. 2015, № 3.